# Peso supergallo
Peso supergallo o peso pluma júnior es una categoría competitiva del boxeo y otros deportes de combate, que agrupa a competidores de poco peso. En el boxeo, solo existe en la práctica profesional, abarcando a los púgiles que pesan más de 53,525 kg (118 lb) y menos de 55,338 kg (122 lb).
En el boxeo profesional, la categoría inmediata anterior es el peso gallo, y la inmediata superior el peso pluma.

## Historia
Ya en la década de 1920 se realizaron los primeros intentos de crear esta categoría, aunque con poco reconocimiento de organizadores y aficionados. Entre las peleas importantes de esa primera época se destaca la que se realizó en el Madison Square Garden el 21 de septiembre de 1922, en la que Jack «Kid» Wolf venció a Joe Lynch. La categoría cayó luego en desuso.
La categoría fue revitalizada en la década de 1970, y la primera pelea por el título se realizó en 1976, cuando el Consejo Mundial de Boxeo reconoció como campeón a Rigoberto Riasco luego de que este derrotara a Waruinge Nakayama en ocho asaltos. La Asociación Mundial de Boxeo organizó la primera pelea por el título de esta categoría en 1977 cuando Soo Hwan Hong noqueó a Héctor Carasquilla en tres asaltos. Por su parte, la Federación Internacional de Boxeo organizó el primer combate en 1983, entre Bobby Berna y Seung-In Suh, con el triunfo del primero en once asaltos.

### Boxeadores notables de la categoría peso supergallo
Algunos de los boxeadores más notables de la categoría son Wilfredo Gómez, Érik Morales, Manny Pacquiao, Marco Antonio Barrera, Lupe Pintor, Jeff Fenech, Fabrice Benichou, Daniel Zaragoza, Buzz Grant y Kennedy McKinney.
Wilfredo Gómez tiene el récord de mayor permanencia como campeón, habiéndolo sido durante cinco años y diez meses. También tiene el récord de mayor cantidad de defensas, con diecisiete.

## Mujeres
En el boxeo profesional no existen diferencias entre varones y mujeres en lo relativo a los límites entre las categorías, con la aclaración de que en las mujeres no existe la categoría de peso superpesado y, por tanto, la categoría máxima en ellas es peso pesado.

## Campeones mundiales profesionales
| Campeones mundiales | Campeones mundiales     | Campeones mundiales | Campeones mundiales | Campeones mundiales | Campeones mundiales |
| Asociación          | Desde                   | Campeón             | País                | Récord              | Defensas            |
| ------------------- | ----------------------- | ------------------- | ------------------- | ------------------- | ------------------- |
| WBA                 | 26 de diciembre de 2023 | Naoya Inoue         | Japón               | 27-0 (24 KO)        | 1                   |
| WBC                 | 23 de julio de 2023     | Naoya Inoue         | Japón               | 27-0 (24 KO)        | 2                   |
| IBF                 | 26 de diciembre de 2023 | Naoya Inoue         | Japón               | 27-0 (24 KO)        | 1                   |
| WBO                 | 23 de julio de 2023     | Naoya Inoue         | Japón               | 27-0 (24 KO)        | 2                   |

Actualizado el 13/11/2021